# Бірюков Олександр Володимирович
Олександр Володимирович Бірюков (нар. 6 квітня 1953, м. Тернопіль) — український спортсмен (велоспорт), тренер, спортивний діяч. Заслужений працівник фізичної культури і спорту України. Майстер спорту СРСР (1978). Національний суддя. Відмінник народної освіти України.

## Життєпис
Закінчив Тернопільський фінансово-економічний інститут (1979, нині Західноукраїнський національний університет) і Тернопільський педагогічний інститут (1987, нині державний педагогічний університет). 
Багаторазовий чемпіон і призер всеукраїнських змагань ЦР ДСТ «Буревісник» і «Локомотив».
Від 2001 — начальник Тернопільського обласного управління з фізичного виховання та спорту Комітету з фізичного виховання та спорту Міністерства освіти і науки України.